# 俄罗斯方块大师
《俄罗斯方块大师》（简称“TGM”）是由ARIKA於1998年制作的街机俄罗斯方块游戏。《俄罗斯方块大师》将一些新玩法新特性引入到俄罗斯方块游戏中，它的续作和一些其他俄罗斯方块游戏都受到其影响。
《俄罗斯方块大师》有两个续作，都是由ARIKA开发。分别是2000年的《Tetris: The Grand Master 2 - The Absolute》和2005年的《Tetris: The Grand Master 3 - Terror-Instinct》。另外，于2005年10月10日在Xbox 360平台推出家用机版本《Tetris: The Grandmaster ACE》。

## 玩法
TGM基本玩法和其他俄罗斯方块游戏类似。玩家通过移动和旋转下落的方块，填到长方形的竖直区域中，填满一行将会消去。游戏过程中，游戏会根据玩家的分数给予相应的评价，称为'Grades'，级别一般从最低的9最高的GM级(Grand Master)，这三代作品之间的Grades略微有所不同。

### TGM中的Level
在很多俄罗斯方块游戏中，每消去10行游戏的Level就会提升，这意味着难度的增加，而在TGM中，Level不但会随着消去行而增加，而且每一块方块的放置也会使Level增加。另外，当Level的前2位数为99(99,199,299...)和Level为998时，放置方块再也不能增加Level了，必须要通过消去一行才能继续使Level增加。

### 20G
方块落下的速度通常称为G,指方块在每一帧的时间内下落多少格。在前300Level，速度小于1G.达到Level500之后，基本上方块可以说是马上在底部出现，看不到有空中停留的时间。这种状况被游戏开发者称为20G。这个特性非常明显地改变了游戏的玩法，令游戏更具策略性。在此之前，玩家都是在方块仍然在空中的时候，对准位置，然后使方块下落，放置。现在变成了方块直接出现在最下方（方块堆的最上方）。要求玩家要在方块锁定之前，使方块快速“贴地”转动和移动，使其放置到正确位置上。

### 锁定
方块在接触到下方物体的时候，不会马上锁定，玩家仍然可以有时间使方块移动或者旋转。这个特性继承自世嘉俄罗斯方块 。

## Grades
游戏过程中，Grades会显示在画面右上方，随着玩家的游戏而变化。Grades最低是9，逐步上升到1，然后到S1,一直到S9,最后是GM.达到指定Grades的时间越快，玩家的分数就越高。这个系统使TGM有别于其他俄罗斯方块游戏，主张的是速度而不是生存。

## 方块旋转规则
TGM的方块旋转规则基本上大部分都是继承自世嘉俄罗斯方块。另外与世嘉俄罗斯方块不同的是有“踢墙”这个特性。某些状况下方块将要旋转的时候将会碰到墙壁，这时候方块会尝试向右边移动一格，如果不行，就向左，再不行，方块就不能旋转。

## 系列作品

### Tetris The Grand Master (1998)
系列第一作

### Tetris The Absolute The Grand Master 2 (2000)
系列第二作，增加了几个不同的游戏模式。
另外，此作还有一个加强版Plus，二代的基板可以免费升级到此版。增加“TGM+”、“T.A. Death”模式。

### Tetris The Grand Master 3: Terror Instinct (2005)
系列第三作，使用Taito Type X基板。

### Tetris The Grand Master 4: The Masters of Round
2009年9月10日，Arika副社长三原一郎在其博客宣布TGM的第四作Tetris The Grand Master 4: The Masters of Round。同年9月19日，在47界AM展上展出。 。并在神奈川镰仓市的游戏中心"大船Powerstick"进行测试。已知的有三个模式，“Master”、“Konoha”和“Rounds”。使用的基板是世嘉的RingWide。
2010年9月18日，三原一郎在其博客宣布TGM4发售取消。
但是，Arika官方并无提及相关消息。